# 4662 Runk
4662 Runk (tên chỉ định: 1984 HL) là một tiểu hành tinh vành đai chính. Nó được phát hiện bởi Antonín Mrkos ở Đài thiên văn Kleť ở Cộng hòa Séc ngày 19 tháng 4 năm 1984. Nó được đặt tên cho Ferdinand Runk.